# Lapajärvi och Lapalampi
Lapajärvi och Lapalampi är en sjö i Finland. Den ligger i kommunen Salla i landskapet Lappland, i den norra delen av landet, 700 km norr om huvudstaden Helsingfors. Lapajärvi och Lapalampi ligger 202 meter över havet. Arean är 63,4 hektar och strandlinjen är 8,62 kilometer lång. Sjön  ingår i Kemi älvs huvudavrinningsområde. 